# Bayerbach bei Ergoldsbach
Bayerbach là một đô thị thuộc huyện Landshut trong bang Bayern nước Đức. Đô thị Bayerbach bei Ergoldsbach có diện tích 25,42 km², dân số thời điểm ngày 31 tháng 12 năm 2006 là 1725 người.